# Zgornja Rečica
Zgornja Rečica je naselje u slovenskoj Općini Laškom. Zgornja Rečica se nalazi u pokrajini Štajerskoj i statističkoj regiji Savinjskoj. 

## Stanovništvo
Prema popisu stanovništva iz 2002. godine naselje je imalo 452 stanovnika.